# Васил Христов
Васил (Циле) Христов Колчев е български общественик, деец на Македонската федеративна организация и Вътрешната македонска революционна организация (обединена).

## Биография
Роден е на 8 ноември 1893 година в леринското село Зелениче. Основно образование получава в родното си село. Следва в духовна семинария в Одрин, Цариград и София. Изявява ярко българската си народност и отказва да се запише грък, за да може да получи тескере за пътуване до Цариград при баща си, който е гостилничар.
Прекъсва учението си в Софийската духовна семинария поради Първата световна война, Христов е назначен в Скопската училищна инспекция, но се опитва да постъпи като доброволец в Българската армия. Училищният инспектор в Скопие му отказва поради слабата му физика. След като среща отказ от по-горните инстанции в Скопие, Христов праща телеграма до министър-председателя Васил Радославов, с която се оплаква, че му се пречи да изпълни дълга си и заминава доброволец.
След войната се записва в Юридическия факултет на Софийския университет и се включва в левичарското младежко македонско движение. Основател е и пръв председател на читалище „Гоце Делчев“. В 1922 година е избран за председател на Студентската македонска група. Присъединява се към Македонската федеративна организация и към края на 1922 година е избран за член-секретар на Централното ѝ ръководство. В началото на януари 1923 година Изпълнителният комитет на македонските братства се обединява с Федеративната организация. Но три месеца след обединението ВМРО започва да ликвидира федералистите - убити са водачите ѝ архитект Никола Юруков и Климент Размов. През есента на 1923 година двамата федералисти Христов и Петър Таралямов са подгонени от дейци на ВМРО. Христов успява да се спаси зад граница, а Таралямов е заловен и убит.
Христов се установява в Париж, където е член на Временния секретариат на федеративната група, установила се там. Групата влиза в разбирателство с ВМРО (обединена). Делегат е на федералистите на Берлинската конференция на ВМРО (обединена) през август 1929 година. След края на конференцията новоизбранията Централен комитет на ВМРО (обединена) праща Васил Христов като свой представител в Цариград, където той развива дейност сред македонската емиграция. В Цариград завършва зъболекарство.
През 1937 година се завръща в София и работи като зъболекар.
След Деветосептемврийския преврат през септември 1944 година подписва Апела към македонците в България. През 1946 година участва в комисията за македонско народно творчество към Македонския научен институт заедно с Михаил Сматракалев и Анастас Дудулов, като публикуват статии в списание „Македонска мисъл“. Подготвят също създаването на „Етнографски музей на материалната битова култура на македонския народ“ от вече съществуващата сбирка към МНИ. Член основател е на Македонското културно-просветно дружество „Гоце Делчев“ и е избиран в ръководството му няколко пъти.
Умира на 19 ноември 1963 година в София като председател на Леринската секция при същото дружество и член на Централното ръководство на Съюза на македонските културно-просветни дружества в България. Съпруга на Васил Колчев е Вера Колчева, дъщеря на Иван Дебелянов, брат на Димчо Дебелянов. Дъщеря Маслина Цветкова, която е дългогодишен режисьор в Студия за телевизионни филми „Екран“ при БНТ. Участва при създаването на редица филми, сред които и „Неочаквана ваканция“ на режисьора Васил Мирчев. Внук на Васил Колчев е Ладислав Цветков, който е фотограф и мултимедиен репортер в БТВ.